# Milwa (Waschmittel)
Milwa ist eine Marke für Waschmittel, das 1948 vom  Waschmittelwerk Schladitz in Prettin (Sachsen-Anhalt) entwickelt wurde. Die Marke leitet sich von Mildes Waschmittel her. Das Waschmittelwerk Schladitz firmierte später als VEB Waschmittelwerk Prettin und war Betriebsteil des VEB Waschmittelwerk Genthin (ab 1979 Teil des Kombinats Agrochemie).
Milwa hatte gegenüber den bis dahin erhältlichen Waschmitteln eine deutlich bessere Hautverträglichkeit. Es war bis zur Einführung von Spee das meistverkaufte Waschmittel in der DDR.
Von der „Schladitz milwa GmbH“ werden heute verschiedene Produkte (Waschmittel, Gardinensalz usw.) unter den Markennamen „Milwa“ angeboten.